# 97 (число)
97 (деветдесет и седем) е просто, естествено, цяло число, следващо 96 и предхождащо 98.
Деветдесет и седем с арабски цифри се записва „97“, а с римски цифри – „XCVII“. Числото 97 е съставено от две цифри от позиционните бройни системи – 9 (девет) и 7 (седем).

## Общи сведения
- 97 е нечетно число.
- 97 е просто число.
- 97 е пермутационно просто число.
- 97 е атомният номер на елемента берклий.
- 97-ият ден от обикновена година е 7 април.